# Stintino
Stintino (IPA: [stinˈtino], Isthintini in sassarese, Istintinu in sardo) è un comune italiano di 1 537 abitanti, facente parte della Rete metropolitana del Nord Sardegna, della città metropolitana di Sassari in Sardegna.

## Geografia fisica

### Territorio
Il comune di Stintino insiste sulla omonima penisola, ultimo lembo di terra sarda che dalla piana della Nurra si protende verso l'isola dell'Asinara, situata a breve distanza. Quest'ultima ospita il parco nazionale dell'Asinara, istituito nel 1997, e per il quale Stintino rappresenta l'imbarco più prossimo.
Il litorale verso il mar di Sardegna viene chiamato "mare di fuori" ed alterna scogliere e cale di sabbia e sassi al termine di piccole valli, come Biggiu Marinu (ovvero "Bue marino", nome sardo della foca monaca), conosciuta anche come Valle della Luna,  Coscia di Donna e Cala del Vapore.

## Storia

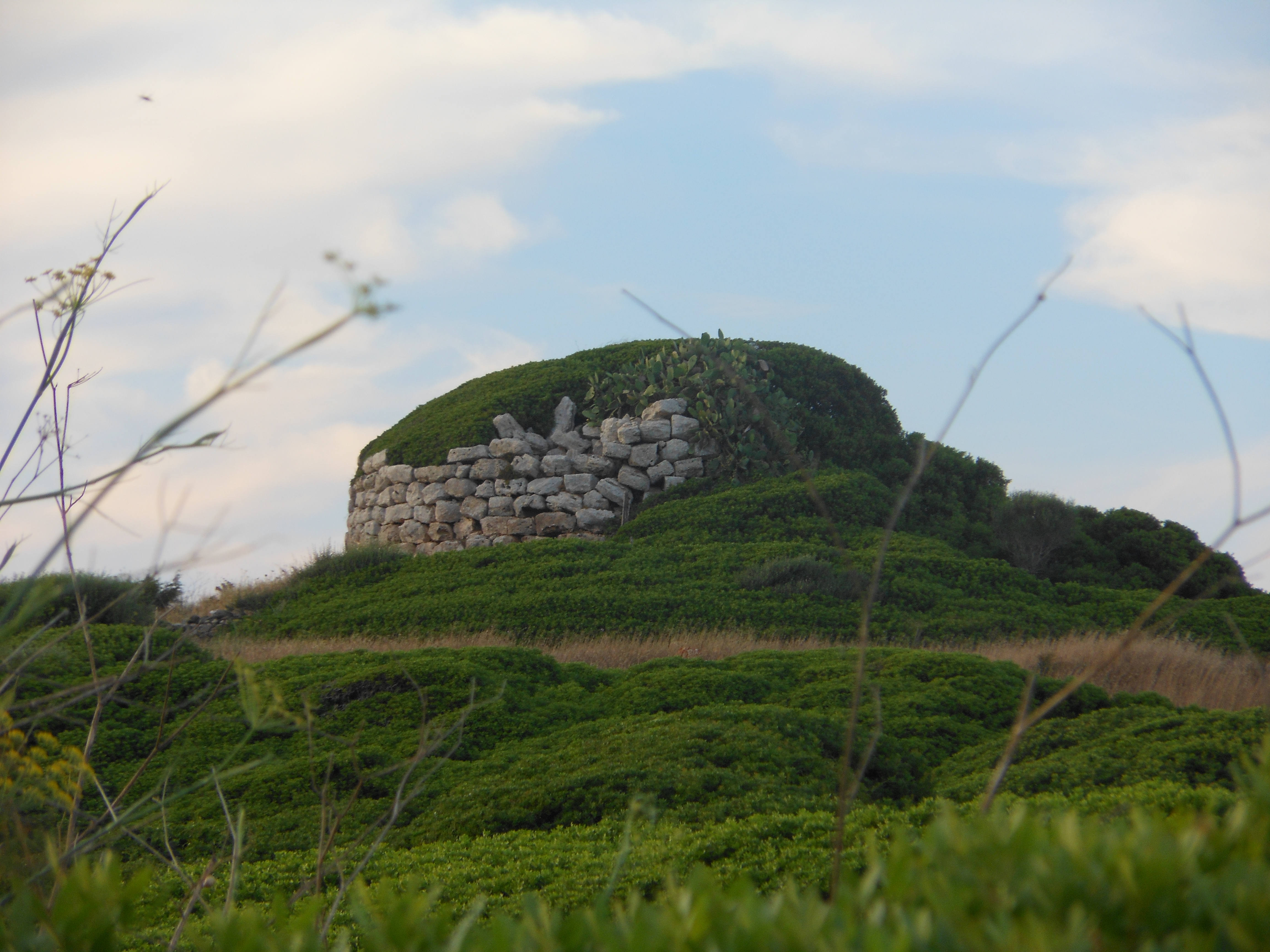
Nuraghe Unia

Il territorio di Stintino è stato frequentato dall'uomo sin dalla preistoria come testimoniato dalla presenza di diversi siti archeologici.
L'origine del borgo di Stintino è dovuta alla decisione del Governo italiano di istituire il 22 giugno 1885 sull'isola dell'Asinara in località Cala Reale, il primo lazzaretto ad uso sanitario insieme una colonia penale in località Cala d'Oliva. In quel momento si contavano sull'isola 45 famiglie con circa 500 persone, la metà pastori di origine sarda e l'altra metà pescatori, sia camoglini che ponzesi; di questi i residenti a Cala d'Oliva erano pescatori originari di Camogli, che si erano trasferiti attratti dalle maggiori possibilità economiche e dalla presenza della Tonnara delle Saline; mentre gli abitanti di Fornelli e Cala Reale erano pastori ed agricoltori sardi. È possibile che entrambi i gruppi avessero già adottato il sassarese, andando ad accentuarne l'influenza ligure presente fin dalle origini. Solo 45 famiglie lasciarono l'Asinara per stabilirsi nella costruenda Stintino fondando la "Comunione dei 45", le altre raggiunsero altri lidi: Porto Torres, Sassari, Castelsardo, Santa Teresa di Gallura o le campagne della Nurra.
Prima dello sfratto del 15 agosto dello stesso anno, due fratelli sassaresi, Salvatore e Cristoforo Murtola, perorano la causa dei pescatori ottenendo un indennizzo di 750 lire per ogni famiglia, e acquisendo un terreno per far sorgere il nuovo borgo col nome di Cala Savoia. Il piano regolatore divise ordinatamente una stretta penisola fra due bracci di mare (ora porto vecchio e porto nuovo/porto Mannu), che prese il nome di isthintìnu o sthintìnu, dal termine sassarese "intestino o budello", poi italianizzato in Stintino.
Il 1º gennaio 1865, prima dell'abbandono forzato dell'Asinara, venne fondata la Confraternita religiosa della Beata Vergine della Difesa, patrona del paese, a cui sono iscritti molti stintinesi che abbiano compiuto almeno 12 anni.
Per incentivare le attività di pesca, il 10 dicembre 1904, 68 soci tutti stintinesi, fondarono la Società mutua cooperativa fra i pescatori di Stintino. Questa e altre vicende dell'industria locale sono esposte nel Museo della tonnara, situato sulla banchina del porto. 

Veduta di Stintino

Nel 1934, il primo parroco don Vittorio Prunas, promuove e dirige la costruzione della nuova chiesa parrocchiale, che sarà dedicata alla Vergine Immacolata.
Il porto di Stintino ospita ancora numerose barche a vela latina, che dopo l'avvento delle imbarcazioni a motore hanno trovato nuova linfa nel turismo diportivo e nelle regate veliche; molte famiglie della borghesia sassarese, come i Berlinguer o i Segni, hanno da sempre prediletto questo tipo di imbarcazione. Nel 1983 viene organizzata la prima regata Vela Latina, arrivata nel 2007 alla XXV edizione.
Stintino è tanto caratterizzata dalla vela latina, da essere stata ribattezzata dal giornalista Mario Marzari, come la "capitale della vela latina".
È stato in passato frazione di Sassari ed è diventato comune autonomo l'8 agosto 1988. Nel 2008 sono stati festeggiati i 20 anni di autonomia comunale con una serie di eventi tra cui l'esibizione delle Frecce Tricolori di fronte alle spiagge de Le Saline, Pazzona e Ezzi Mannu.

## Monumenti e luoghi d'interesse

### Architetture religiose

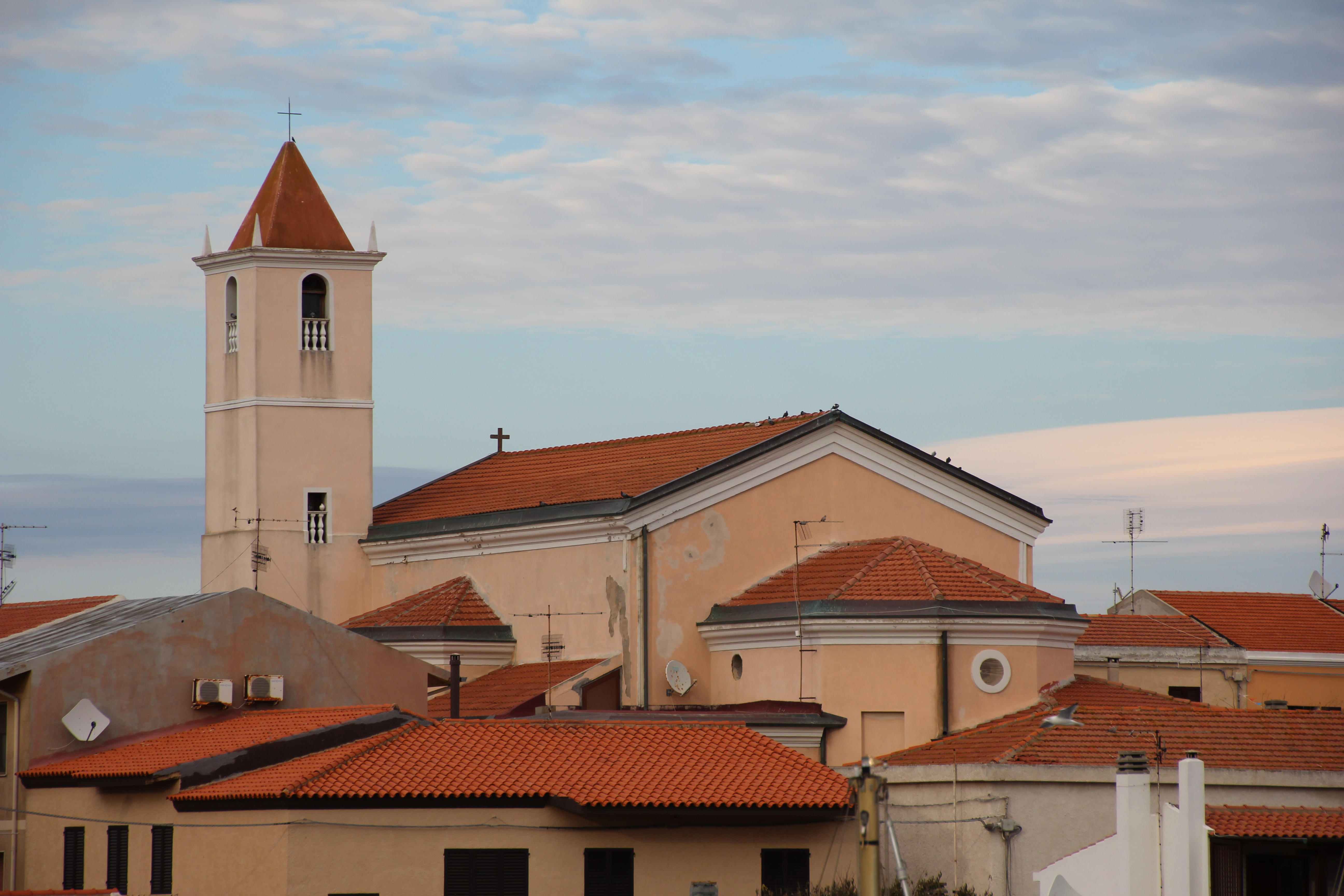
Chiesa dell'Immacolata Concezione

- Chiesa dell'Immacolata Concezione
- Parrocchia San Nicola
- Chiesa di Sant'Isidoro

### Architetture militari
- Torre aragonese, costruita nel 1578 e chiamata torre della Pelosa

### Luoghi di interesse naturalistico

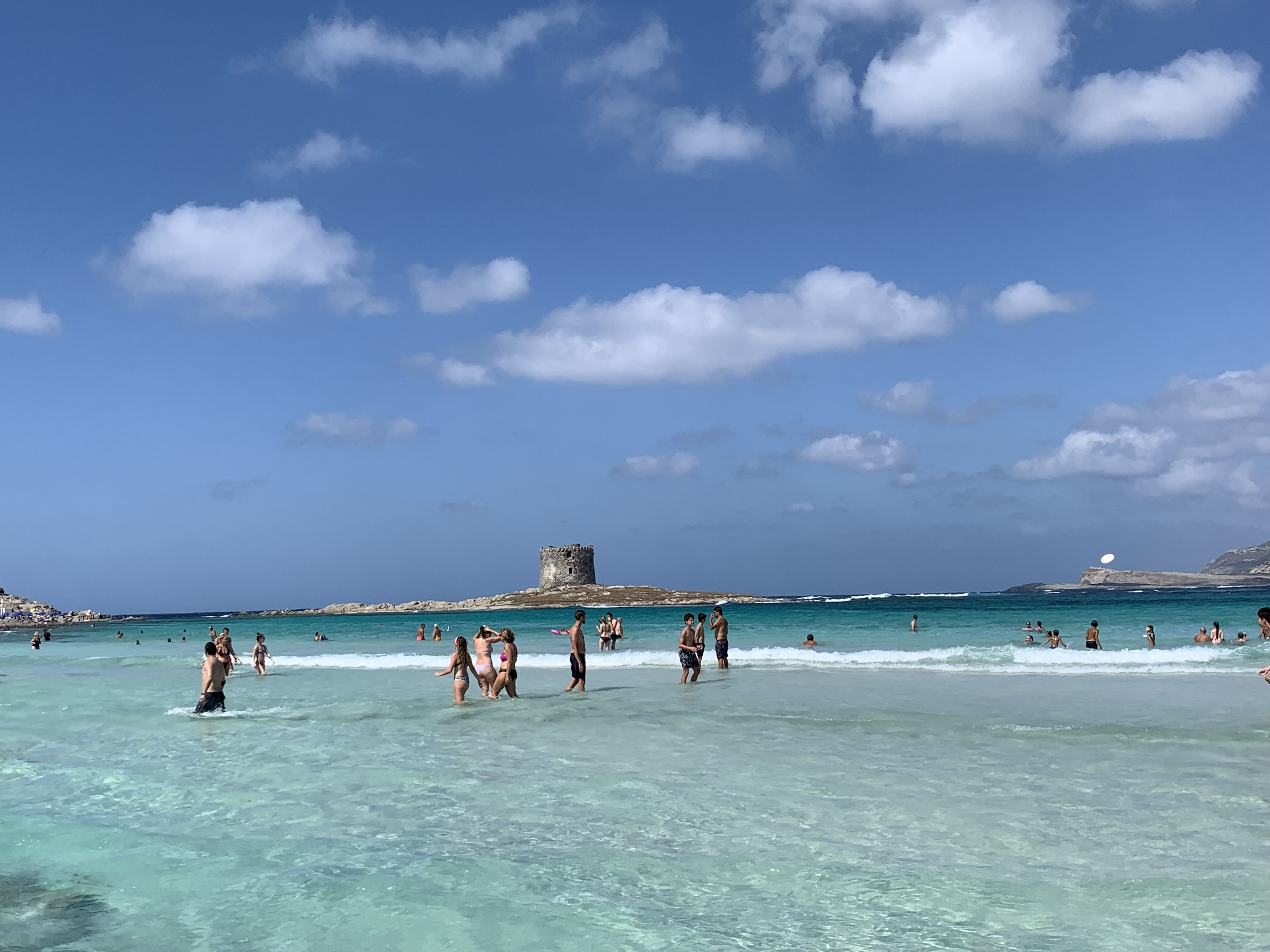
Spiaggia della Pelosa

La principale attrattiva turistica è la spiaggia de La Pelosa, collocata nell'estremo lembo nord-occidentale della Sardegna, ed affacciata sul golfo dell'Asinara e sull'omonima isola, è contraddistinta da una sabbia bianca finissima e dal mare azzurro-turchese dal fondale molto basso.
Immediatamente prospiciente ad una seconda più piccola spiaggia chiamata La Pelosetta si trova l'isolotto raggiungibile a piedi. Altre spiagge della costa orientale sono quelle delle Saline d' Ezzi Mannu,  Il Gabbiano,  L'Ancora, Pazzona e Punta Negra.
A circa 3 km dall'abitato si trova lo stagno di Casaraccio, e a circa 15 km nel territorio di Sassari lo stagno di Pilo; entrambi rappresentano importanti riserve riproduttive per l'avifauna.
In territorio di Stintino è presente inoltre lo stagno delle Saline.

## Società

### Evoluzione demografica
Abitanti censiti

### Lingua e dialetti
Il dialetto parlato a Stintino è il sassarese.

### Tradizioni e folclore
Fra le manifestazioni religiose, a maggio si svolge presso una piccola chiesa di campagna, la festa di sant'Isidoro in Ercoli, e l'8 settembre la Madonna della Difesa;  il simulacro della patrona del paese è trasportato dalle barche dei pescatori della Confraternita in una processione a mare a ricordo della fondazione del 1885.

## Cultura

### Musei

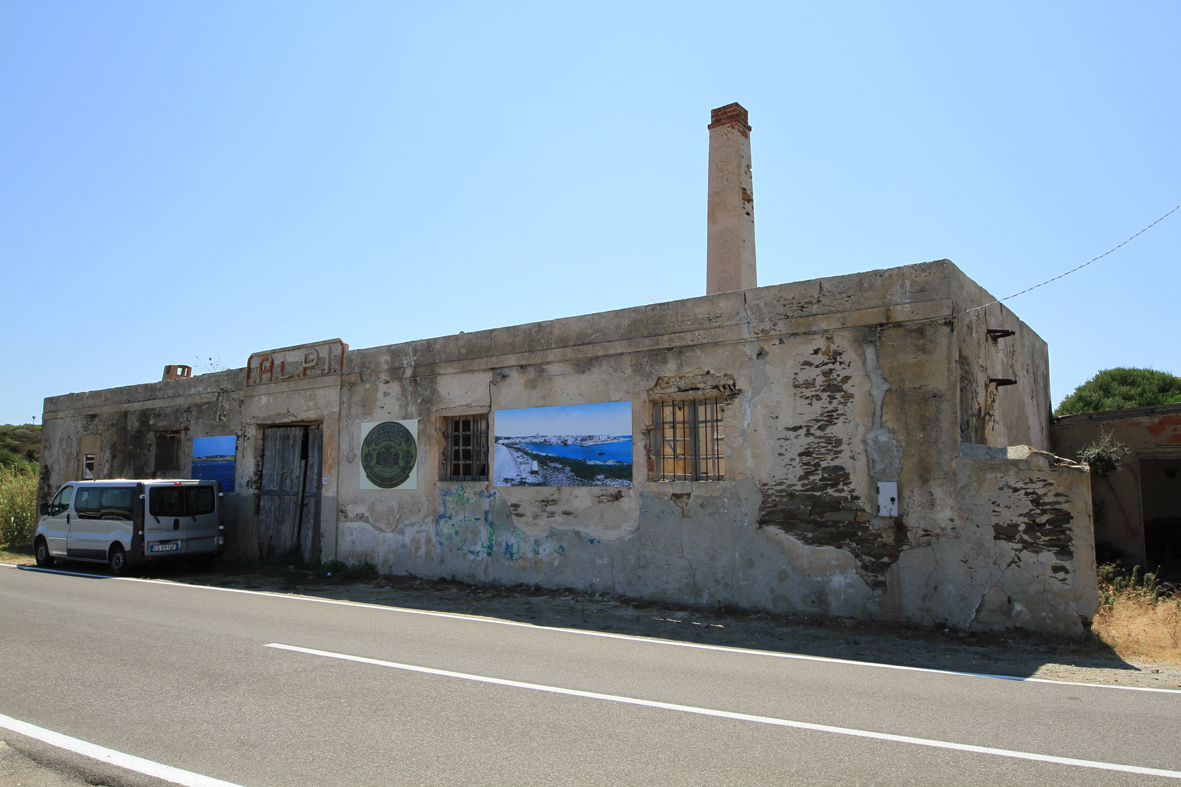
Museo della tonnara, prima del restauro

Nel giugno 2016 è stato inaugurato il Museo della tonnara (MUT) che, con cimeli, testi e immagini, racconta la storia della tonnara di Stintino ma anche delle altre tonnare del Mediterraneo, oltre a presentare studi scientifici sulla tipologia di tonno pescato in questa zona, il Thunnus thynnus.

### Cucina
Proprio la pesca è a fondamento della cucina locale, le cui principali specialità sono ricci ed altri frutti di mare, crostacei e la bottarga di tonno. Tra i piatti la zuppa di patate e aragosta con pescato locale, il polpo in agliata,  il polpo alla stintinese ovvero un'insalata di polpo con patate, aceto, prezzemolo e a volte cipolla, e fra i dolci la tumbarella.

## Geografia antropica

### Frazioni
Altro importante centro abitato del comune è la frazione di Pozzo San Nicola mentre si ricordano le località di Ercoli, Pittiacca, Nanni Doro, Unia, Ovile Nuovo, Nodigheddu, Fioreddu, Campu Beddu, Preddu Nieddu, Country Village, Le Tonnare, Tamerici, Cala Lupo, Tanca Manna, Cala Reale, Ovile del Mercante, Italo-Belga, L'Ancora, Rocca Ruja, Capo Falcone e La Pelosa.

## Amministrazione
| Periodo        | Periodo        | Primo cittadino          | Partito                          | Carica  | Note   |
| -------------- | -------------- | ------------------------ | -------------------------------- | ------- | ------ |
| 5 aprile 1989  | 20 maggio 1991 | Gavino Benenati          | Lista Civica                     | Sindaco | [ 4 ]  |
| 12 giugno 1991 | 24 maggio 1997 | Giovanni Greco           | Lista Civica                     | Sindaco | [ 5 ]  |
| 24 maggio 1998 | 26 maggio 2002 | Lorenzo Diana            | lista civica                     | Sindaco | [ 6 ]  |
| 26 maggio 2002 | 27 maggio 2007 | Lorenzo Diana            | lista civica "Stintino 2002"     | Sindaco | [ 7 ]  |
| 27 maggio 2007 | 10 giugno 2012 | Antonio Diana            | lista civica "Stintinofutura"    | Sindaco | [ 8 ]  |
| 10 giugno 2012 | 11 giugno 2017 | Antonio Diana            | lista civica "StintinoFutura"    | Sindaco | [ 9 ]  |
| 11 giugno 2017 | 13 giugno 2022 | Antonio Diana            | lista civica "StintinoFuturaTre" | Sindaco | [ 10 ] |
| 13 giugno 2022 | in carica      | Rita Limbania Vallebella | lista civica "Stintino sei tu 2" | Sindaco | [ 11 ] |

## Sport

### Società sportive
- Associazione Calcio Dilettante Stintino
- Associazione Sportiva Junior Tennis Stintino
- Associazione Sportiva Canottieri Stintino
- Asd Sporting Club Stintino
- Biker Club "Città di Stintino"